# Razzo Nova

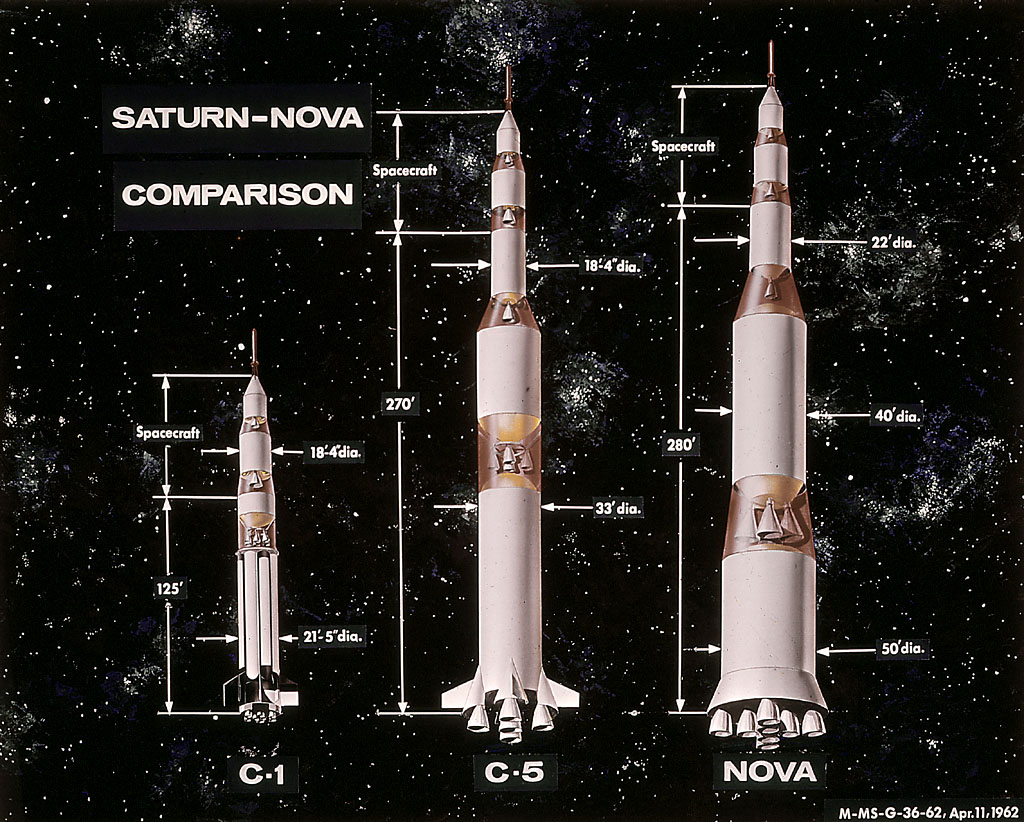
Confronto tra il Saturn I, il Saturn V e il Nova 8L.

Nova era il nome di una serie di progetti di razzi vettori procrastinanti, proposti originariamente dalla NASA per le missioni lunari in alternativa ai razzi Saturn V poi entrati effettivamente in produzione, e più tardi come ancor più grandi successori del Saturn V pensati per missioni con destinazione Marte.
Le due serie di progetti erano essenzialmente separate, ma condividevano il nome Nova, che non si riferisce quindi ad un progetto specifico di razzo, ma nella maggior parte dei casi solo ad un razzo lanciatore più grande del Saturn V. Anche se il progetto finale del Saturn V risultò più grande di alcune delle prime proposte per i Nova (i razzi Nova illustrati nel disegno sono il progetto Nova C8).

## Razzi lunari
La prima serie di lanciatori Nova fu progettata all'interno della NASA nel 1959. Vennero presi in considerazione un notevole numero di progetti di razzi vettori, il più piccolo dei quali era dotato di quattro propulsori F-1 nello stadio inferiore e di propulsori J-2 negli stadi superiori, grazie al quale la NASA intendeva far arrivare 24 tonnellate in una "traiettoria di iniezione lunare". Tali progetti, che prevedevano quindi l'ascesa diretta verso la Luna, furono presentati al presidente statunitense Dwight D. Eisenhower il 27 gennaio 1959.
I progetti dei razzi Nova non erano i soli razzi lunari in considerazione all'epoca. L'aviazione militare degli Stati Uniti d'America stava definendo il suo progetto Lunex, che includeva un progetto di primo stadio adoperante un gruppo di razzi a combustibile solido nello stadio più basso del vettore, con gli stadi successivi che montavano razzi a idrogeno liquido del tipo dei J-2 oppure M-1. All'arsenale dell'esercito degli Stati Uniti di Redstone, nel frattempo, Wernher von Braun stava elaborando il suo progetto di razzo Juno V, che avrebbe dovuto usare un gruppo di motori Jupiter e Redstone e relativi serbatoi per lo stadio più basso, e un missile Titan I come secondo stadio.
Nel 1959, l'esercito degli Stati Uniti d'America decise che lo sviluppo di grandi motori, per i quali non c'era bisogno immediato, non rivestiva più un interesse strategico, e trasferì la squadra di von Braun alla NASA. In seguito a questa decisione, la NASA si ritrovò con due progetti di grandi motori per razzi, il loro Nova e il Saturn di von Braun (recente modifica della denominazione del progetto indicato in precedenza come "quello dopo Jupiter"). Nel corso dei due anni successivi, gli studi concorrenti di aeronautica e NASA continuarono, ma subito dopo l'annuncio di John Fitzgerald Kennedy della volontà di raggiungere la luna prima del 1970, alla NASA venne dato l'incarico definitivo ed i lavori sul progetto Lunex furono interrotti.
Il piano originale della NASA, per il quale era nato il progetto Nova, prevedeva una missione di ascesa diretta, nella quale sarebbe stato necessario portare in orbita terrestre una nave spaziale di massa notevole. Von Braun invece propendeva per costruire la navicella direttamente in orbita terrestre, cosa che avrebbe richiesto una serie di lanci di massa molto minore. Tuttavia le analisi preliminari evidenziarono che i sistemi avrebbero dovuto essere più pesanti di quanto ipotizzato inizialmente, cosicché da un lato il razzo Nova che era stato progettato sarebbe stato troppo piccolo, dall'altro l'adozione del vettore Saturn avrebbe richiesto più di quindici lanci per portare il carico di componenti e combustibile in orbita. Come conseguenza, entrambi i progetti dovettero essere ripensati completamente.
Per Nova venne mantenuto l'approccio dell'ascesa diretta, che richiedeva la maggiore necessità di spinta. Il più potente dei razzi tradizionali, il Nova 8L, disponeva di 8 motori F-1 nel primo stadio ed era in grado di portare 60 tonnellate di carico utile in traiettoria translunare. Altri progetti meno convenzionali sostituivano i propulsori del primo stadio con grandi motori a combustibile solido, mentre un'altra variante di progetto studiò l'utilizzo per il secondo stadio di motori nucleari: per questi progetti, il carico lunare utile variava tra le 48 e le 75 tonnellate.
Per l'alternativa Saturn, invece, Werner von Braun progettò delle evoluzioni del progetto originale, che portarono prima al modello A-1, poi all'A-2 che sostituiva il missile Titan dello stadio inferiore con lo Jupiter. Modifiche progettuali più radicali portarono alla serie C, con il C-1 che al modello A-1 sostituiva il motore dello stadio inferiore con un nuovo motore derivato dai Titan, e il C-2 che usava i nuovi motori J-2 per gli stadi superiori. I modelli C-3, C-4 e C-5 mantennero i motori J-2 ma modificarono il primo stadio arrivando ad installare rispettivamente 2, 3 e 4 motori F-1. L'ultimo modello progettato consentì a von Braun di ipotizzare la realizzazione della missione con rendez-vous in orbita terrestre, da lui preferita, mediante il lancio di due soli C-5.
Il confronto tra i due approcci, quello di Nova di ascensione diretta e quello di Saturn con rendez-vous in orbita terrestre, nel 1961 venne risolto - inaspettatamente per entrambi i team - da un gruppo di lavoro dal quale uscì un'innovativa proposta basata sul rendez-vous in orbita lunare.
Uno dei motivi che spinse alla scelta del rendez-vous in orbita lunare quale tattica per l'allunaggio fu proprio il fatto che questa tecnica, sebbene più complessa, richiedeva una potenza al lancio molto inferiore a quella necessaria per l'ascesa diretta. Tale profilo di missione richiedeva infatti la capacità di portare in orbita circa 71 tonnellate, valore che stava a metà tra la massima possibile per il razzo Saturn C-5 e quella offerta dal Nova 8-L.
Alla fine si decise di optare per il potenziamento del Saturn C-5, soprattutto perché per costruire il Nova 8-L si sarebbe dovuta realizzare una fabbrica ex novo mentre il C-5 poteva già essere assemblato in un impianto nei pressi di New Orleans (divenuto poi il Michoud Assembly Facility). Ma contribuì alla decisione anche il fatto che, secondo molti scienziati, il razzo Nova avrebbe dovuto essere di gran lunga più grande e complesso del Saturn V e la sua realizzazione andava oltre le potenzialità tecniche dell'epoca.
Gli studi sul progetto Nova continuarono comunque per tutto il 1962, in modo da avere un sostituto al Saturn in caso fossero emersi dei problemi, per essere infine abbandonati quando il razzo Saturn diede prova di essere realizzabile.

## Razzi per Marte
Mentre il programma Apollo procedeva, i progettisti della NASA incominciarono a pensare alle esigenze successive e ipotizzarono che il prossimo passo sarebbe stata una missione per raggiungere Marte. Per questa missione fu subito evidente che anche il Saturn V sarebbe stato troppo piccolo, cosicché venne iniziata una seconda serie di progetti Nova, con l'obbiettivo di raggiungere le 500 tonnellate di carico utile.
Questa volta lo sviluppo dei progetti, invece di essere realizzato all'interno della NASA, venne affidato alle industrie private che avevano perduto la gara per il progetto Apollo, la General Dynamics e la Martin Marietta. Le due aziende, alle quali si aggiunse spontaneamente anche la Douglas Aircraft, presentarono un ventaglio di proposte, la maggior parte delle quali si basavano su tecnologie esistenti, opportunamente ingrandite. Alcune proposte prevedevano però l'uso di tecnologie innovative e non ancora sperimentate sul campo.
Tuttavia, poco tempo dopo l'arrivo delle proposte, alla NASA ci si rese conto che i finanziamenti per le missioni successive alla Apollo sarebbero stati notevolmente inferiori e nel 1964 il progetto Nova fu sospeso.

## Progetti
Il nome Nova, tra la fine degli anni cinquanta e la fine degli anni ottanta, venne utilizzato in oltre trenta progetti. I progetti che ottennero tale denominazione sono:
| Nome            | Progettato da    | Massa totale alla partenza (tonnellate) | Altezza (m) | Diametro massimo (m) | Carico utile in orbita terrestre bassa (tonnellate) | Numero di stadi | Caratteristiche particolari                   |
| --------------- | ---------------- | --------------------------------------- | ----------- | -------------------- | --------------------------------------------------- | --------------- | --------------------------------------------- |
| Nova NASA       | NASA             | 3 152                                   | 66          | 14,60                | 132,0                                               | 3               |                                               |
| Nova 4L         | NASA             | 3 084                                   | 78          | 15,50                | 68,0                                                | 4               |                                               |
| Nova 4S         | NASA             | 76 75                                   | 120         | 11,60                | 197,3                                               | 3               | 1º stadio a combustibile solido               |
| Nova 5S         | NASA             | 10 076                                  | 147         | 10,10                | 176,0                                               | 4               | 1º e 2º stadio a combustibile solido          |
| Nova 7S         | NASA             | 7 492                                   | 123         | 11,60                | 197,3                                               | 3               | 1º stadio a combustibile solido               |
| Nova 8L         | NASA             | 4 752                                   | 128         | 17,40                | 181,0                                               | 3               |                                               |
| Nova 8L Mod     | NASA             | 6 621                                   | 115         | 10,10                | 150,0                                               | 3               |                                               |
| Nova 9L         | NASA             | 5 227                                   | 144         | 15,20                | 176,0                                               | 4               |                                               |
| Nova A          | Convair          | 1 866                                   | 78          | 9,80                 | 68,0                                                | 3               |                                               |
| Nova B          | Convair          | 2 806                                   | 84          | 12,20                | 112,0                                               | 3               |                                               |
| Nova C          | General Dynamics | 1 887                                   | 106         | 9,80                 | 68,0                                                | 3               | 3º stadio a propulsione nucleare              |
| Nova D          | General Dynamics | 2 839                                   | 106         | 12,20                | 112,0                                               | 3               | 3º stadio a propulsione nucleare              |
| Nova GD-B       | General Dynamics | 10 473                                  | 87          | 20,60                | 338,0                                               | 2               | Motori del 1º stadio riutilizzabili           |
| Nova GD-E       | General Dynamics | 19 596                                  | 72          | 8,30                 | 458,0                                               | 2               | 1º stadio con 4 booster a combustibile solido |
| Nova GD-F       | General Dynamics | 12 018                                  | 101         | 18,30                | 454,0                                               | 2               | Motori del 1º stadio riutilizzabili           |
| Nova GD-H       | General Dynamics | 9 365                                   | 89          | 25,90                | 454,0                                               | 2               | Motori del 1º stadio riutilizzabili           |
| Nova GD-J       | General Dynamics | 10 431                                  | 90          | 42,40                | 454,0                                               | 2               | Ammaraggio del 1º stadio                      |
| Nova MM 1B      | Martin Marietta  | 9 187                                   | 110         | 20,00                | 330,0                                               | 2               |                                               |
| Nova MM 1C      | Martin Marietta  | 11 516                                  | 119         | 21,00                | 444,0                                               | 2               |                                               |
| Nova MM 14ª     | Martin Marietta  | 14 789                                  | 104         | 18,30                | 481,0                                               | 2               | 1º stadio a combustibile solido               |
| Nova MM 14B     | Martin Marietta  | 11 805                                  | 124         | 18,30                | 373,0                                               | 2               | 1º stadio a combustibile solido               |
| Nova MM 24G     | Martin Marietta  | 6 619                                   | 94          | 21,60                | 447,0                                               | 2               |                                               |
| Nova MM 33      | Martin Marietta  | 11 055                                  | 91          | 24,40                | 472,0                                               | 1               | SSTO                                          |
| Nova MM 34      | Martin Marietta  | 10 990                                  | 102         | 24,40                | 531,0                                               | 2               |                                               |
| Nova MM R10E-2  | Martin Marietta  | 9 189                                   | 59          | 21,30                | 596,0                                               | 1               | Statoreattori come booster                    |
| Nova MM R10R-2  | Martin Marietta  | 9 154                                   | 59          | 21,30                | 423,0                                               | 1               | Statoreattori come booster                    |
| Nova MM S10E-1  | Martin Marietta  | 11 022                                  | 79          | 24,40                | 588,0                                               | 1               | Motore plug nozzle                            |
| Nova MM S10E-2  | Martin Marietta  | 10 999                                  | 66          | 21,30                | 581,0                                               | 1               | Motore plug nozzle                            |
| Nova MM S10R-1  | Martin Marietta  | 10 966                                  | 83          | 24,40                | 414,0                                               | 1               | Motore plug nozzle                            |
| Nova MM S10R-2  | Martin Marietta  | 10 959                                  | 68          | 21,30                | 381,0                                               | 1               | Motore plug nozzle                            |
| Nova MM T10EE-1 | Martin Marietta  | 6 623                                   | 97          | 21,30                | 462,0                                               | 2               | Motore del 1º stadio di tipo plug nozzle      |
| Nova MM T10RE-1 | Martin Marietta  | 6 616                                   | 97          | 21,30                | 427,0                                               | 2               | 1º stadio riutilizzabile                      |
| Nova MM T10RR-2 | Martin Marietta  | 11 704                                  | 81          | 21,30                | 479,0                                               | 2               | 1º stadio riutilizzabile                      |
| Nova MM T10RR-3 | Martin Marietta  | 7 248                                   | 100         | 21,30                | 419,0                                               | 2               | 1º stadio riutilizzabile                      |
| Nova DAC ISI    | Douglas          | 5 325                                   | 73          | 21,30                | 454,5                                               | 2               |                                               |
| Nova-1 DAC      | Douglas          | 7 026                                   | 64          | 21,30                | 454,5                                               | 2               |                                               |
| Nova-2 DAC      | Douglas          | 7 121                                   | 124         | 21,30                | 454,5                                               | 2               |                                               |
|                 |                  |                                         |             |                      |                                                     |                 |                                               |
| Saturn V        | NASA             | 3 038                                   | 110,6       | 10,10                | 118,0                                               | 3               | Razzo lunare                                  |